# Римљани
Римљани (стгрч.  Rhōmaîoi) били су културна група, различито схватана као етничност или националност, која је у класичној антици, од 2. вијека прије н. е. до 5. вијека н. е, владала Блиским истоком, сјеверном Африком и великим дијелом Европе, кроз освајања Римске републике и касног Римског царства. Назив се првобитно односио само на италске латинске грађане самог града Рима. Значење ријечи „Римљанин” је временом претрпело значајне промијене током историје римске цивилизације, како су се границе римске државе шириле и сужавале. Понекад су различите групе унутар римског друштва имале различите идеје о томе шта значи бити Римљанин. Неки су видове као што су географија, језик и етничност сматрали важним, док су други римско грађанско право и културу или понашање сматрали важнијим. На врхунцу Римског царства, римски идентитет је био колективни геополитички идентитет, проширен на скоро све поданике римских царева и обухватајући огромну регионалну и етничку разноликост.
Како се број земља под римском влашћу повећавао од 4. вијека прије н. е. па надаље, римско држављанство је постепено проширено на различите народе под римском влашћу. Давање држављанства, демографски раст, досељеници и војне колоније брзо су повећали број римских грађана. Повећање је достигло врхунац са уредбом цара Каракале 212. године, којом је проширио права на држављанство на све слободне становнике царства. Углавном није познато у којој мјери је већина римских грађана у антици себе сматрала Римљанима. Највјероватније, мјесни идентитети су били истакнути широм Римског царства због његовог огромног географског обима, али римски идентитет је пружао већи осјећај заједничког идентитета и постао је важан како би се разликовали од неримљана, као што су варварски досељеници и освајачи. Римска култура је била далеко од хомогене; иако је постојао доминантан културни идиом надахнут хеленизмом, једна од предности Римског царства била је и његова способност да угради традиције из других култура. Културна флексибилност Рима онемогућила је развој снажног римског „суштинског идентитета” у Италији, али и допринио дуговјечности царства.
Римско царство је у знатној мјери утицало на личне идентитете поданичких народа. Римски идентитет је трајао на простору царства дуго након што је само Римско царство нестало. Пад Западног римског царства у 5. вијеку окончао је политичку доминацију Римског царства у западној Европи, али је римски идентитет опстао на Западу као важан политички ресурс. Због неуспјеха преживјелог Источног римског царства у поновном освајању и одржавању контроле над Западом и потискивању нових германских краљевстава, римски идентитет је изблиједио на Западу, а мање—више је нестао у 8. и 9. вијеку. Западни Европљани су све више примјењивали ознаку Римљанина на грађене само града Рима. На Истоку са већинским грчким говорним становништвом, још увијек под контролом царства, римски идентитет је опстао све до пада Византије 1453. и даље, иако се све више претварао у етнички идентитет, обиљежен грчким језиком и приврженошћу православном хришћанству, претечи савременог грчког етничког идентитета. Двије главне групе које се и даље држе римског идентитета током средње вијека — византијски Грци из источног царства и грађани самог Рима — удаљили су се језички и вјерски и на крају су престале да признају једна другу као Римљане.
Док је римски идентитет нестао у већини земаља у којима је некада био истакнут, у неким регијама и народима се показао знатно издржљивијим. Израз „Римљани” се досљедно користили од антике за описивање грађана самог Рима, који се идентификују и као такви се описују до данас. Грци су наставили да се идентификују као Romioi, или слично, након пада Источног римског царства, иако се данас идентификује као Хелени. На Алпима, римски идентитет је опстао непрекидно, упркос напорима Франака да га потисну. Данас имена двије групе у Швајцарској још увијек призивању њихово поријекло од ових популација: Романди и Романши. Неколико етнонима балканских романских народа, чије је поријекло у већини случајева нејасно, евоцира римски идентитет. Неколико имена потиче од латинског Romani (као што су Румуни, Аромуни и Истрорумуни), или од германског walhaz (израз који се првобитно односио на Римљане; усвојен у облику „Влах” као самоодредница за Мегленске Влахе).

## Римљанство

### Значење израза „Римљанин”
Израз „Римљанин” данас се користи наизмјенично да опише историјски временски период, материјалну културу, географску локацију и лични идентитет. Иако су ови концепти повезани, ипак нису идентични. Многи савремени историчари имају тенденцију да преферирају идеју о томе шта значи бити Римљанин, тзв. Romanitas, али то је био израз који се ријетко користио у самом старом Риму. Као и сви идентитети, идентитет „Римљанина” је био флексибилан, динамичан и вишеслојан, а никада статичан и непромјенљив. С обзиром да је Рим био географски огромна и хронолошки дуговјечна држава, не постоји једноставна дефиниција шта је значило бити Римљанин, а дефиниције су биле недослиједне већ у антици. Ипак, неки елементи су остали уобичајени током већег дијела римске историје.
Неки стари Римљани сматрали су аспекте као што су географија, језик и етничност важним обиљежјима римљанства, док су други сматрали римско грађанско право и културу или понашање важнијим. На врхунцу Римског царства, римски идентитет је формирао колективни геополитички идентитет, проширен скоро на све поданике римских царева и обухватајући огромну регионалну и етничку разноликост. Често је за концепт римског идентитета било много важније оно у шта је појединац вјеровао и чинио, од дугих крвних лоза и заједничког поријекла. Кључ „Римљанства” у умовима неких познатих римских говорника, као што је Цицерон, био је придржавање римске традиције и служење римској држави. Цицеронов поглед на римљанство дјелимично је формиран његовим статусом „новог човјека”, првог из његове породице који је служио у Римском сенату, коме су недостајале престижне линије римског поријекла. То не значи да је значај крвног сродства у потпуности одбачен. Оратори као што су Цицерон често су апеловали на своје племените савременике да живе у складу са „величином својих предака”. Ови апели често су се обично позивали само на славне племићке породице, док су друге важне традиције наглашавале римско колективно поријекло.
Током своје историје, Рим се показао као јединствено способан да инкорпорира и интегрише друге народе (романизација). Ово осјећање потиче од митова о оснивању града, укључујући да је Ромул основао Рим нешто слично као политичко уточиште, као и отмица Сабињанки, чиме је истицано то како су се различити народи мијешали од самог настанка града. Цицерон и други римски писци су се подсмијевали народима као што су Атињани, који се поносили својим заједничким поријеклом, а умјесто тога су се поносили статусом Рима као „нације мелеза”. Дионисије из Халикарнаса, грчки историчар који је живио у римско доба, чак је уљепшавао мултикултурално поријекло Римљана, пишући да су Римљани од оснивања Рима примали небројене досељенике не само из остатка Италије, већ из цијелог свијета, чије културе је спојили са својом.
Неколико римских аутора, као што су Тацит и Светоније, изразили су забринутост у својим дјелима везану за „чистоћу крви” пошто се број римских грађана изван римске Италије повећао. Ниједан аутор, међутим, није предложио да се натурализација нових грађана заустави, само да би манумисија (ослобађање робова) и давање грађанског права требало да буду ријеђе. Њихова забринутост због чистоће крви није одговарала савременим идејама расе или етничности и није имала много везе са карактеристикама као што су боја коже или физички изглед. Изрази као што је „Етиопљанин”, које су Римљани користили за црне људе, нису носили друштвен импликације, иако су стереотипи везани за фенотип сигурно постојали у старом Риму, насљеђене физичке карактеристике обично нису биле релевантне за друштвени статус; људи који су изгледали другачије од типичног средоземног становништва, као што су црнци, нису били искључени из било које професије и нема података о стигмама или пристрасностима према односима „мјешовитих раса”. Главне друштвене разлике у старом Риму нису биле засноване на физичким карактеристикама, већ на разликама у класи или чину. Римљани су увелико практиковали ропство, али робови у старом Риму били су дио различитих етничких група и нису били поробљени због своје етничке припадности. Према енглеској историчарки Еми Денч, у старом Риму је било „нарочито тешко открити роба по њиховом изгледу”.

### Неримљани
Иако је стари Рим сматран „очигледно нерасистичким друштвом”, Римљани су носили значајне културне стереотипе и предрасуде према културама и народима који нису били интегрисани у римски свијет, односно према „варварима”. Иако су се погледи кроз римску историју разликовали, став већине римских писаца у касној антици према народима изван римских граница може се сажети са „једини добар варварин је мртав варварин”. Током антике, већина римских царева укључивала је противварварске приказе на свом кованом новцу, као што су цар или Викторија (персонификација и богиња побједе) који су приказивани како газе или вуку поражене варварске непријатеље.
Према Цицероновим списима, оно што је људе чинило варварима није њихов језик или поријекло, већ њихови обичаји и карактер или недостатак истих. Римљани су себе сматрали надмоћним у односу на странце, али то није произилазило из перцепције биолошких разлика, већ прије из онога што су они доживљавали као надмоћнији начин живота. „Варварин” је као такав био културни, а не биолошки појам. Постојала је могућност да варварин постане Римљанин; самом дужношћу римска државе сматрало се освајање и преображење, тј. цивилизација, варварских народа.
Посебно омражена група неримљана у оквиру царства били су Јевреји. Већина римског становништва мрзила је Јевреје и јудаизам, иако су ставови међу римском елитом били различити. Иако су многи, попут Тацита, такође били непријатељски расположени према Јеврејима, други, као што је Цицерон, били су само безосјећајно равнодушни, а неки Јевреје уопште нису сматрали варварима. Римска држава није била у потпуности против Јевреја, пошто је у самом Риму било значајно јеврејско становништво, као и најмање тринаест синагога у граду. Римски антисемитизам, који је довео до неколико прогона и масакра, није био укоријењен у расним предрасудама, већ у перцепцији да су Јевреји, јединствени међу покореним народима, одбили да се интегришу у римски свијет. Јевреји су се придржавали сопствених правила, ограничења и обавеза, које Римљани обично или нису вољели или су погрешно разумјели, и остали су вјерни својој религији. Искључиве религијске праксе Јевреја и њихово противљење напуштању сопствених обичаја ради римских обичаја, чак и послије освајања и више пута надвладавања, изазивало је сумњу Римљана.

## Антика

### Класична антика

#### Оснивачки митови и Римљани из периода републике
Оснивање Рима, као и историја града и његових становника током првих неколико вијекова, прожета је митовима и неизвјесношћу. Традиционални датум оснивања Рима 753. година прије н. е. и традиционални датум оснивања Римске републике 509. година прије н. е. неизвјесни су и митски, иако се уобичајено користе чак и у савременој историографији. Митови око оснивања Рима спајају, ако не и доводе до забуне, неколико различитих прича, почевши од поријекла латинског народа под краљем Латином, до Евандера, за кога се каже да је донио грчку културу у Италију, и мит тројанског поријекла кроз херојску личност Енеја. Стварни митски оснивач самог града, Ромул, појављује се у многим генерацијама у сложеној мрежи митова о оснивању. Интерпретације ових митова су се разликовале међу писцима у антици, али се већина сложила да је њихову цивилизацију основала мјешавина досељеника и бјегунаца. Ове приче о поријеклу би величале каснију опсежну интеграцију странаца у римски свијет.
Поријекло људи који су постали први Римљани је јасније. Као и у сусједним градовима-државама, ране Римљане су углавном чинили италски народи који су говорили латински, познати као Латини. Латини су били народ са израженим средоземним карактером, сродни са другим сусједним италским народима као што су Фалишћани. Рани Римљани су били дио латинске домовине, познате као Лациј, а и сами су били Латини. До 6. вијека, становници Рима су освојили и уништили сва друга латинска насеља и заједнице, као што су Антемне и Колација и хегемонију насеља Алба Лонга, која је претходно ујединила латински народ под својим вођством, положај који је тада припао Риму.
Од средине 4. вијека па надаље, Рим је извојевао низ побједа у којима је успио да завлада средишњом Италијом јужно од ријеке По до 270. године прије н. е. Након освајања Италије, Римљани су водили рат против великих сила овог времена; Картагина на југу и западу и разна хеленистичка краљевства на истоку, а до средине 2. вијека прије н. е. сви супарници су били поражени, а Рим су друге земље признале као дефинитивног господара Средоземља. До касног 3. вијека прије н. е., око трећина становника Италије јужно од ријеке По били су римски грађани, што значи да су били обвезници војне службе, а остали су постали савезници, често позивани да се придруже римским ратовима. Ови савезници су на крају такође постали римски грађани. Првобитно је римска власт одбила да их учини грађанима, због чега је избио Савезнички рат, након чега је римско грађанско право проширено на све становнике јужно од ријеке По. Јулије Цезар је такође проширио грађанско право на народ Цисалпске Галије 49. године прије н. е. Број Римљана ће се нагло повећавати у каснијим вијековима даљим проширивањем грађанског права. Обично је постојало пет различитих механизама за стицање римског грађанског права: служење у римској војсци, обављање службе у градовима са латинским правом, добијањем непосредно од римске власти, припадањем заједници којој је додијељено грађанско право, или, у случају да је лице роб, добијањем слободе као римски грађанин. Као што се могао добити, статус Римљанина се могао изгубити, нпр. кроз ангажовање у поступцима који се сматрају корумпираним или одвођењем у заробљеништво у непријатељским нападима (иако би неко поново могао постати Римљанин по повратку из заробљеништва).

#### Римљани из периода раног царства
У раном Римском царству, становништво је било подијељено на неколико група различитог правног статуса, укључујући римске грађане (cives romani), провинцијалце (provinciales), странце (peregrini) и слободне неграђане као што су ослобођеници (ослобођени робови) и робове. Римски грађани су били подложни римском правном систему, док су провинцијалци били подложни свим законима и правним системима који су били на снази у њиховој области у вријеме када су је Римљани припојили. Током времена, римско грађанско право се постепено све више и више ширило и долазило је до редовног „пребацивања” људи из мање привилегованих правних група у привилегованије групе, повећавајући укупан проценат поданика признатих као Римљани кроз сједињавање provinciales и peregrini. Способност Римског царства да интегрише стране народе био је кључни елемент који је обезбиједио успјех државе. У антици је као странцу било знатно лакше постати Римљанин него постати члан или грађанин било које друге тадашње државе. Овај аспект римске државе су чак и неки цареви сматрали важним. Нпр. цар Клаудије (владао 41—54) је то истакао када га је Сенат питао о пријему Гала у Сенат.
Од Принципата (27. п. н. е. — 284. н. е.) па надаље, варвари су се насељавали и интегрисали у римски свијет. Такви досељеници би добили одређена законска права једноставно тако што би били унутар римске територије, постајали би provinciales и на тај начин имали право да служе као auxilia (помоћни војници), што их је заузврат учинило подобним да постану пуноправни cives Romani. Кроз овај релативно брз поступак, хиљаде бивших варвара могли су брзо постати Римљани. Ова традиција непосредне интеграције на крају је кулминирала у Антониновом едикту, који је донио цар Каракала 212. године, у коме су сви слободни становници царства добили грађанска права. Каракалина донација допринијела је огромном повећању броја људи са nomen (име које указује на породичну повезаност) Aurelius. За вријеме Антониновог едикта, многи људи широм провинција су себе сматрали (и други су их сматрали) Римљанима. Кроз вијекове римске експанзије, велики број ветерана и опортуниста се населио у провинцијама и колонијама које су основали Јулије Цезар и Август, а само између 500.000 и 1.000.000 људи из Италије је насељено у провинцијама Рима. У провинцијама око 14. године н. е. 4—7% слободних људи били су римски грађани. Поред колониста, многи провинцијалци су такође постали грађани царевим указом или другим методама.
У већини случајева није јасно у којој мјери је већина нових римских грађана себе сматрала Римљанима, или у којој мјери су их други сматрали таквима. За неке провинцијалце под римском влашћу, једино искуство са „Римљанима” прије него што су они добили грађанско право било је кроз римски повремено принудни систем наплате пореза или његову војску, аспекти који нису били асимилативни у смислу формирања колективног идентитета који обухвата царство. Каракалинино одобрење означило је корјениту промјену у царској политици према провинцијалцима. Могуће је да су деценије, а у многим случајевима и вијекови, романизације кроз културни утицај Рима већ започели еволуцију „националног” римског идентитета прије 212. године и да је одобрење само потврдило правни поступак који је у току, али је одобрење такође могло послужити као важан предуслов за каснији скоро свеобухватни колективни римски идентитет. Према британском правнику Тонију Хонору, одобрење је „дало многима милионима, можда већини становника царства […] нову свијест да су Римљани”. Вјероватно је да су мјесни идентитети опстали након Каракалиног одобрења и да су остали истакнути у цијелом царству, али то самоопредјељење као Римљанин дало је шири осјећај заједничког идентитета и постало је важно када се ради о људима који нису Римљани и да се разликују од њих, као што су варварски досељеници и освајачи.
У многим случајевима, стари Римљани су повезивали исте ствари са својим идентитетом као и историчари данас: богату античку латинску књижевност, импресивну римску архитектуру, уобичајене мермерне статуе, разноврсност култних мјеста, римску инфраструктуру и правну традицију, као и готово корпоративни идентитет римске војске, били су културни и симболични начини изражавања римског идентитета. Иако је постојао мање-више обједињујући римски идентитет, римска култура у класично доба такође била далеко од хомогене. Постојао је заједнички културни идиом, чији су велики дијелови засновани на ранијој хеленистичкој култури, али снага Рима је такође лежала у његовој флексибилности и способности да инкорпорира традиције из других култура. Нпр. религије многих покорених народа биле су прихваћене кроз спајање богова страних пантеона са онима из римског пантеона. У Египту су римски цареви виђени као насљедници фараона (у савременој историографији називани римским фараонима) и као такви су приказивани у умјетничким дјелима и храмовима. Многи култови из источног Средоземља и шире проширили су се на западну Европу током римске владавине.

### Касна антика
Некада само језгро античког римљанства, град Рим је постепено губио свој изузетан статус у оквиру царства у касној антици. До краја 3. вијека, значај града је био готово у потпуности идеолошки, а неколико цареви и узурпатора почело је да влада из других градова ближе царској граници. Губитак статуса Рима одразио се и на перцепцију града које је имало римско становништво. У списима римског војника из 4. вијека који је говорио грчки и писца Амијана Маркелина, Рим је описан готово као страни град, уз омаловажавајуће коментаре о његовој корумпираности и нечистоћи. Неколико Римљана у касној антици оличавало је све аспекте традиционалног римљанства. Многи од њих би дошли из удаљених или мање престижних провинција и практиковали су религије и култове за које у самом Риму никад нису чули. Многи од њих би такође говорили „варварским језиком” или грчким умјесто латинским. Неколико натписа из касне антике експлицитно идентификује појединце као „римске грађане” или „Римљане”. Прије Антониновог едикта, бити Римљанин је био знак разликовања и често наглашавао, али послије 3. вијека римски статус се подразумијевао. Ово прећутање не значи да римљанство више није било важно у касном Римском царству, већ да је постало мање препознатљиво од других специфичних знакова идентитета (као што су мјесни идентитети) и да је требало да буде наглашено или истакнуто само ако је особа недавно постала Римљанин, или ако је римски статус неке особе био под сумњом. Преовлађујући став самих Римљана био је да је populus Romanus, или римски народ, „народ по уставу”, за разлику од варварских народа који су били gentes, „народ по поријеклу” (тј. етничности).
С обзиром на то да је римљанство постала скоро универзално унутар царства, мјесни идентитети су постајали све истакнутији. У касном Римском царству, неко се могао идентификовати као Римљанин у смислу грађанина царства, као особа поријеклом из једне од главних области (Африке, Британије, Галије, Хиспаније итд.) или као поријеклом из одређене провинције или града. Иако их сами Римљани нису видјели као еквивалентне концепте, не постоји фундаментална разлика између таквих римских подидентитета и gens идентитета који се приписују варварима. У неким случајевима, римски писци су приписивали различите квалитете грађанима различитих дијелова царства, као што је Амијан Маркелин који је писао о разликама између „Гала” и „Италијана”. У касној Римској војсци постојали су пукови названи по римским подидентитетима, као што су „Келти” и „Батавци”, као и пукови позвани по варварским gentes, као што су Франци или Саси.
Римска војска је претрпјела значајне промијене у 4. вијеку, искусивши оно што су неки назвали „варваризација”, традиционално схваћен као резултат регрутовања велике количине варварских војника. Иако се варварско поријекло ријетко заборављало, велики обим и меритократска природа римске војске су омогућили релативно лаким „варварским” регрутима да уђу у војску и напредују кроз чинове само захваљујући својим вјештинама и достигнућима. Није јасно у којој мјери је постојао стварни неримски утицај на војску; вјероватно је да је велики број варвара постао дио нормалне римске војске, али је подједнако вјероватно да је такође постојао, или умјесто тога, у војсци постојао извјестан „варварски шик”, упоредив са француским Зуавима (француске војне јединице у сјеверној Африци које су прихватиле мјесну одјећу и обичаје). Пораст неримских обичаја у римској војсци можда није био резултат све већег броја регрутованих варвара, него прије због римских војних јединица дуж царских граница које су образовале свој карактеристичне идентитете. У касном царству, израз „варварин” су понекад користили у општем смислу Римљани који нису били у војсци за римске војнике стациониране уз царску границу, у односу на њихову перцепцију агресивне природе. Без обзира на разлог, римска војска је све више почела да отелотворује „варварске” аспекте који су у претходним временима сматрани супротни римском идеалу. Такви аспекти укључивали су истицање снаге и воље за битком, као и претпоставку „варварских” стратегија и обичаја, као што су barritus (раније германски бојни поклич), Schilderhebung (подизање изабраног цара на штит), као и германске борбене формације. Претпоставка о овим обичајима могла би се умјесто варваризације приписати томе што је римска војска једноставно усвојила обичаје које је сматрала корисним, што је уобичајено пракса. Неки варварски војници регрутован у римску војску с поносом су прихватили римску идентификацију, а у неким случајевима варварско насљеђе одређених касноримских појединаца је чак потпуно игнорисано у ширем римском свијету.
Религија је увијек била важна ознака римљанства. Како је хришћанство постепено постајало преовлађујућа религија у Римском царству кроз касну антику, и на крају постало једина легална вјера, христијанизована римска аристократија морала је да редефинише свој мирски идентитет у хришћанским изразима. Успон хришћанства није прошао незапажено или без изазова од стране конзервативних елемената паганске римске елите, који су постали свјесни да им власт измиче из руку. Многи од њих, под притиском све израженијих противпаганских и борбених хришћана, почели су да истичу да су они једини „прави Римљани” јер су сачували традиционални римску религију и књижевну културу. Према римском државнику и оратору Квинту Аурелију Симаху (око 345—402), прави Римљани су били они који су слиједили традиционални римски начин живота, укључујући и његове древне религије, а приврженост тим религијама је на крају заштитила царство од непријатеља, као и у претходним вијековима. Према Симаху и његовим сљедбеницима, римљанство није имало никакве везе са хришћанством, већ је зависило од паганске прошлости Рима и његовог статуса као срца огромног и политеистичког царства. Симахове идеје нису биле популарне међу хришћанима. Неке црквене вође, као што је Амвросије, архиепископ Медиоланума, покренули су формалне и жестоке нападе на паганизам и оне чланове елите која га је бранила. Као и Симах, Амброзије је Рим видио као највећи град Римског царства, али не због његове паганске прошлости, него због хришћанске садашњости. Током касне антике, римљанство се све више дефинисало хришћанском вјером, која ће на крају постати стандардна. Статус хришћанства је знатно повећан када су римски цареви прихватили религију. Током касне антике, на цареве и њихове дворове се гледало као на Римљане par excellence.
Како је Римско царство губило, или препуштало, територије разним варварским владарима, статус римских грађана у тим провинцијама понекад је довођен у питање. Рођени као римски грађани у регијама које су тада биле под контролом варвара могли су бити подвргнути истим предрасудама као и варвари. Римски цареви су били мушкарци који су поријеклом били из скоро свих провинција царства. Као такав, римски идентитет је остао политички, а не етнички, и отворен за људе различитог поријекла. Оваква природа римског идентитета осигурала то да никада не дође до консолидације „основног идентитета” Римљана у Италији, али је такође вјероватно допринијела дугорочној издржљивости и успјеху римске државе. Пад Западног римског царства поклопио се са догађајем када су Римљани активно искључили утицајну страну групу унутар царства, варварске генерале и генерале варварског поријекла из 5. вијека, из римског идентитета и приступа римском царском пријестолу.

## Каснија историја
Ширење Римског царства је олакшало ширење римског идентитета на великом дијелу територија које никада раније нису имале заједнички идентитет и никада више неће имати. Утицај римске владавине на личне идентитете поданика царства био је значајан и римски идентитет који је резултирао надживео је стварну царску контролу неколико вијекова.

### Западна Европа

#### Рана истрајност римског идентитета
Од пада Западног римског царства у касном 5. вијеку до ратова цара Јустинијана I у 6. вијеку, владајућа структура друштва била је скоро потпуно варварска војна, али и скоро потпуно римска цивилна управа и аристократија. Нови варварски владари су предузели кораке како би се представили као легитимни владари у римским оквирима, при чему је истицање легитимитета било посебно снажно међу владарима Италије. Рани краљеви Италије, прво Одоакар, а затим Теодорих Велики, били су правно и наводно намјесници источног цара и тако се интегрисали у римску власт. Као и западни цареви прије њих, наставили су да постављају западне конзуле, које су прихватили и исток и други варварски краљеви. Царски двор на истоку одавао је разне почасти моћним варварским владарима на западу, што су варвари протумачили као повећање њиховог легитимитета; нешто чиме су оправдавали територијално ширење. Почетком 6. вијека, франачки владар Хлодовех I и остроготски владар Теодорих Велики умало су међусобно заратовали, а сукоб је могао да доведе до поновног успостављања западног царства под било којим краљем. Забринут због такве перспективе, источни двор никада више није указао сличне почасти западним владарима, умјесто тога почео је да наглашава сопствени искључиви римски легитимитет, што ће наставити да чини остатак своје историје.
Културно и правно, римски идентитет се истицао на западу вијековима, а и даље пружао осјећај јединства широм Средоземља. Остроготско краљевство Италије је сачувало Римски сенат, који је често имао надмоћ над политиком у Риму, илуструјући опстанак и континуирано поштовање римским институција и идентитета. Варварски краљеви су наставили да користе римско право током раног средњег вијека, често издајући сопствене збирке закона. У збиркама закона из 6. вијека које су издавали Визиготи у Хиспанији и Франци у Галији, јасно је да је још увијек постојала велика популација која се идентификовала као Римљани у овим регијама с обзиром на то да збирке закона праве разлику између варвара који живе по сопственим законима и Римљана који живе по римском праву. Чак и након што су Италију освојили Лангобарди у касном 6. вијеку, континуирана администрација и урбанизација сјеверне Италије свједоче о континуираном опстанку римских институција и вриједности. Још увијек је било могуће да неграђани (као што су варвари) на западу постану римски грађани све до 7. и 8. вијека; неколико сачуваних визиготских и франачких докумената објашњава предности постајања римским грађанином и постоје записи о владарима и племићима који су ослобађали робове и претварали их у грађане. Упркос томе, римски идентитет је био у наглом паду до 7. и 8. вијека.

#### Нестанак римског идентитета
Велика прекретница у историји новијих Римљана на западу били су ратови Јустинијана I (535—555), чији је циљ био поновно освајање изгубљених провинција Западног римског царства. Током ране Јустинијанове владавине, источни аутори су поново писали историју 5. вијека да би приказали запад као „изгубљен” усљед варварских инвазија, умјесто да покушају да даље интегришу варварске владаре у римски свијет. До краја Јустинијанових ратова, царска власт се вратила у сјеверну Африку и Италију, али су ратови засновани на идеји да све што је ван непосредне власти источног царства више није дио Римског царства значило да више не може постојати било каква сумња да земље изван царских граница више нису римске и да су умјесто тога „препуштене варварима”. Као посљедица тога, римски идентитет је у областима којима су још увијек владали варвари (тј. Галија, Хиспанија и Британија) драматично опао. Током поновног освајања Италије, Римски сенат је нестао и већина његових чланова се преселила у Константинопољ. Иако је Сенат постигао извјесно насљеђе на западу, крај институције уједно је означио крај групи која је увијек постављала стандард онога што је римљанство требало да значи. Рат у Италији је такође подијелио тамошњу римску елиту између оних који су уживали у варварској владавини и оних који су подржавали царство и касније се повукли на царску територију, што значи да је римски идентитет престао да пружа осјећај друштвене и политичке кохезије.
Подјела Западног римског царства на више различитих краљевина убрзала је нестанак римског идентитета, пошто је претходни јединствени идентитет замијењен мјесним идентитетима заснованим на регијама из којег су потицали. Блиједећа повезаност је такође значила да, иако су углавном римско право и култура настављени, језик је постајао све фрагментиранији и подјељенији, латински се постепено развијао у оно што ће постати савремени романски језици. Тамо гдје су некада били већина становништва, Римљани из Галије и Хиспаније су постепено и тихо нестајали док су њихови потомци усвајали друга имена и идентитете. У послијеримској Британији, људи из великих урбаних средишта држали су се римског идентитета, али се рурално становништво интегрисало и асимиловало са германским колонизаторима (Јити, Англи и Саси). Са нестанком великих градова, нестао је и римски идентитет у Британији.
Усвајање мјесних идентитета у Галији и Хиспанији било је привлачније јер нису били супротстављени двојним идентитетима варварских владара на исти начин на који је то био „римски”; нпр. неко није могао бити и Римљанин и Франак, али је било могуће бити и Оверњанин (тј. из Оверње) и Франак. У Хиспанији, „готство” је прешло из једноставног етничког идентитета у истовремени етнички (у смислу поријекла) и политички (у смислу оданости краљу). Готство које је постало флуидно и вишедимензионо као идентитет омогућило је глатку транзицију од људи који се идентификују као Римљани на људе који се идентификују као Готи. У овом тренутку било је мало разлика између Гота и Римљана из Хиспаније; Визиготи више нису практиковали аријанско хришћанство и Римљанима је, баш као и Готима, од 6. вијека па надаље било дозвољено да служе војску. Иако је римски идентитет брзо нестајао, Визиготско краљевство је у 6. и 7. вијеку такође произвело неколико истакнутијих новијих римских генерала, као што су Клаудије и Павле.
Нестанак Римљана огледао се у варварским законицима. У Салијском законику Хлодовеха I (из око 500.), Римљани и Франци су двије главне паралелне популације краљевства и обје имају добро дефинисане правне статусе. Вијек касније у Рипуарском законику, Римљани су само једна од много мањих полуслободних популација, ограничених у свом правном капацитету, са многим својим ранијим предностима које су сада повезане са франачким идентитетом. Такви правни аранжмани били би незамисливи под Римским царством и у раним деценијама варварске владавине. Крунисањем за цара Карла Великог 800. године, римски идентитет је углавном нестао у западној Европи и пао на низак друштвени статус. Ситуација је била помало парадоксална: живи Римљани, у Риму и другдје, имали су лошу репутацију, са записима о противримским нападима и употребом израза „римски” у својству увреде, али је име Рима такође кориштено као извор велике и непогрешиве политичке моћи и престижа, које су користиле многе аристократске породице (понекад с поносом проглашавајући измишљено римско поријекло) и владари кроз историју. Потискивањем римског идентитета у земљама којима су владали и одбацивањем преосталог царства на истоку као „грчког”, франачка држава се надала да ће избјећи могућност да римски народ прогласи римског цара на исти начин на који су Франци прогласили франачког краља.

#### Повратак у прави Рим
Становништво града Рима наставило је да се идентификује, а и да га западњаци идентификују, као Римљани. Иако прошла историја Рима није заборављена, значај града у средњем вијеку првенствено је произашао из тога што је био сједиште папе, став који су дијелили и западњаци и источно царство. Вијековима послије Јустинијановог поновног освајања, када је град још био под царском влашћу, становништво није било посебно вођено и није имало никакво политичког учешће у ширим царским пословима. Када су се сукобљавали са царевима, папе су понекад користиле чињеницу да имају подршку народа Рима (populus Romanus) као легитимирајућег фактора, што значи да је град још увијек имао неку идеолошку важност у смислу римљанства. Западноевропски писци и интелектуалци римљанство су све више повезивани само са самим градом. До друге половине 8. вијека, западњаци су скоро искључиво користили израз за означавање становништва града. Када је привремена власт папства успостављена кроз оснивање Папске државе у 8. вијеку, папе су користиле чињеницу да их је пратио и подржавао populus Romanus, као нешто што је легитимисало њихов суверенитет.
Римско становништво није сматрало ни источни царство ни ново „Свето римско царство” Карла Великог за право римско. Иако је континуитет од Рима до Константинопоља прихваћен на западу, сачувани извори указују на то да се на источњаке гледа као на Грке који су одбацили Рим и римски идентитет. С друге стране, сматрало се да су каролиншки краљеви имали више веза са лангобардским краљевима Италије него са античким римским царевима. Средњовјековни Римљани су такође често изједначавали Франке са старим Галима и сматрали их агресивним, дрским и сујетним. Упркос томе, грађани Рима су признавали цареве Светог римског царства као праве римске цареве, иако само због њихове папске подршке и папског крунисања.
Франци и други западњаци такође нису благонаклоно гледали на становнике Рима. Страни извори су уопштено непријатељски расположени, приписујући Римљанима особине попут немира и превара и описују их као „поносне, колико и беспомоћне”. Противримско расположење трајало је током цијелог средњег вијека. Римљани су дјелимично дуговали своју лошу репутацију тиме што су понекад покушавали да заузму независан став према папама и царевима Светог римског царства. С обзиром на то да се сматрало да ови владари имају универзалну моћ, Римљани су сматрани уљезима у пословима који су превазилазили њихову надлежност.

### Сјеверна Африка
За разлику од других краљевстава, Вандалско краљевство на сјеверу Африке није се претварало да је лојално Римском царству. Пошто се изразом „Римљанин” наговјештавала политичка лојалност царству, вандалска власт га је сматрала политичким оптерећеним и сумњивим. Као посљедица тога, римско становништво краљевства ријетко је истицало своје самоопредјељење, иако су важне ознаке римљанства, као што су римски обичаји давања имена, приврженост никејском хришћанству, као и књижевна традиција на латинском језику, преживјели током постојања краљевства. Упркос примједбама на „римски” као ознаку за становништво, Вандали су дјелимично апеловали на римски идентитет да би истакли легитимитет своје власти, с обзиром на то да су вандалски краљеви имали брачне везе са царском Теодосијевом династијом. Међутим, вандалска држава је снажније радила на својој легитимизацији позивајући се на предримске културне елементе регије, посебно на Картагинско царство. Неки симболи античке државе су оживљени, а град Картагина, пријестоница краљевства, био је јако наглашен у поезији, на кованом новцу и у стварању новог „картагинског календара”. На новцу који су ковали Вандали био је натпис Felix Karthago („срећна Картагина”) и Carthagine Perpetua („вјечна Картагина”).
Вандалско промовисање независних афричких симбола имало је дубок утицај на некадашње римско становништво њиховог краљевства. У вријеме када су се војници источног царства искрцали у Африку током Јустинијановог Вандалског рата, романски народ сјеверне Африке је престао да се идентификује као Римљани, умјесто тога дајући предност или Либијцима (Libicus) или Пунима (Punicus). Савремени источњачки писци су их такође описивали као Либијце (Λίβυες). Током кратког постојања Вандалског краљевства, вандалска владајућа класа се културно и етнички спојила са Романоафриканцима. У вријеме када је краљевство пало, једине стварне културолошке разлике између „Либијаца” и „Вандала” биле су у томе што су се Вандали придржавали аријанског хришћанства и што им је било дозвољено да служе у војсци. Након што је сјеверна Африка поново укључена у царство, источно царство је депортовало Вандале из регије, што је убрзо након тога довело до нестанка Вандала као посебне скупине. Једине особе за које је забиљежено да су депортоване били су војно способна лица; с обзиром на то да су жене и дјеца „Вандала” тако остали у сјеверној Африци, чини се да је назив у овој фази углавном означавао војничку класу.
Упркос новом укључивању сјеверне Африке у царство, обје скупине су задржале разлику између „Либијаца” и „Римљана” (тј. становника источног царства). Према списима историчара Прокопија из 6. вијека, Либијци су потицали од Римљана, њима су владали Римљани и служили су у римској војсци, али се њиховом римљанство превише разликовало од становништва царства као резултат вијек дуге владавине Вандала. Царска политика одражавала је став да сјеверни Африканци више нису Римљани. Док су гувернери у источним провинцијама често били поријеклом из својих провинција, војни и административни службеници у сјеверној Африци готово су у потпуности чинили источњаци. Неповјерење царске власти у мјесно становништво није било изненађујуће с обзиром на то да су царске војнике малтретирали мјесни (бивши Римљани) сељаци током Вандалског рата, који су подржавали вандалску власт, као и да је након тога постојало неколико побуњеника, као што су Гунтарит и Стотца, који су настојали да обнове независну краљевину. Разлика између Римљана и романског становништва сјеверне Африке одражавала се у страним изворима, а чини се да двије популације још увијек нису биле измирене до тренутка када су афричке провинције пале током муслиманског освајања Магреба, чиме је римска власт прекинута.

### Источно Средоземље

#### Опстанак Римског царства на истоку
Становништво источног Средоземља, које је остало под влашћу Источног римског царства (или „Византије”) након 5. вијека, задржало је „римски” идентитет као преовлађујући; већина становништва је сматрала себе Римљанима без икакве сумње, а свог цара као владара који је влада из културног и вјерског средишта Римског царства: Константинопоља, Новог Рима. У вијековима када је Византија још увијек била огромна држава која је обухватала Средоземље, римски идентитет био је јачи у царским средиштима него на периферијама, иако је такође био снажно прихваћен у периферним регијама у временима неизвјесности. Као и у ранијим вијековима, Римљани ране Византије сматрани су народом уједињеним подаништвом римској држави, а не народом уједињеним кроз заједничко етничко поријекло (тј. gens попут оних који се приписују различитим варварским скупинама). Израз се проширио на све хришћанске грађане царства, у општем смислу се односио на оне који су слиједили халкидонско хришћанство и били одани цару.
У византијским списима најмање до 12. вијека, идеја о римској „домовини” дослиједно се односила не на Грчку или Италију, него на цијели стари римски свијет. Упркос томе, Римљани Византије су такође били свјесни да њихово садашње царство више није тако моћно као што је некада било, и да су вијекови ратовања и сукоба довели до тога да Римско царство буде територијално смањено и донекле понижено.
С обзиром на то да су владари Византије били претежно хеленски, а проценат становништва које је било хеленско бивао све већи како су се границе царства све више смањивале, западни Европљани често су, већ од 6. вијека па надаље, царство називали грчким царством, тј. насељено Грцима. Самим раним Византинцима, све до 11. вијека или приближно, изрази као што су „Грци” или „Хелени” сматрани су уврједљивим, јер су умањивали њихову римску природу и штавише их повезивали са старим паганским Грцима, а не са скоријим хришћанским Римљанима. Западњаци су били свјесни византијског римљанства; када нису жељели да се дистанцирају од источног царства, израз Romani („Римљани”) се често користио за војнике и поданике источних царева. Од 6. до 8. вијека, западни писци су понекад користили и изразе као што су res publica или sancta res publica за Византију, још увијек је идентификујући са старом Римском републиком. Такве референце су престале како је престала византијска контрола над Италијом и самим градом Римом, а папство почело да користи тај израз за свој, много регионалнији, домен и сферу утицаја.

#### Послије муслиманских освајања
Пошто је Византије изгубила своје територије у Египту, Леванту и Италији, византијска власт је престала хришћане који живе у тим регијама да признаје као Римљане, слично се десило и сјеверним Африканцима под вандалском влашћу. Смањене разноликости народа који су препознати као Римљани значило је да се израз Римљанин све више примјењивао само на сада доминантно хеленско становништво на преосталим територијама, а не на све грађане царства. Пошто је хеленско становништво било уједињено под православним хришћанством, говорило је истим грчким језиком и вјеровало да дијели заједничко етничко поријекло, „Ромеј” (на грчком Rhōmaîoi) се постепено преобразио у етнички идентитет. До касног 7. вијека, грчки, а не латински, почео да се назива на истоку као ромејски (rhomaisti, римски начин говора). У хроникама написаним у 10. вијеку, Ромеји почињу да се јављају као само једна од етничких скупина у царству (поред нпр. Јермена), а до касног 11. вијека у историјским списима се помињу људи као „Ромеји од рођења”, означавајући преображење „Римљана” у етнички опис. У овом тренутку, „Римљанин” се користио за грчког становништво изван граница царства, као нпр. за хришћане који говоре грчки под влашћу Селџука у Анадолији, који су називани Ромејима упркос активном отпору покушајима реинтеграције коју су заговарали византијски цареви. Само неколико каснијих извора задржава стари поглед на то да је Римљанин грађанин римског свијета.
Заузимање Константинопоља од стране неримски латинских крсташа у Чертвтом крсташком рату 1204. окончало је непрекинути римски континуитет од Рима до Константинопоља. Да би се легитимисали као Римљани у деценијама када више нису контролисали Константинопољ, византијска елита је почела да тражи друге знакове онога што су Римљани били. Елита Никејског царства, византијска власт у егзилу, углавном је гледала на грчко културно насљеђе и православно хришћанство, повезујући савремене Римљане са старим Грцима. То је допринијело да се римљанство још више повеже са народима који су етнокултурно били хеленски. За вријеме никејских царева Јована III (владао 1222—1254) и Теодора II (владао 1254—1258), ове идеје су одведене даље него икада раније, јер су експлицитно навеле да су тадашњи Ромеји били Хелени, потомци старих Грка. Иако су себе сматрали Хеленима, никејски цареви су такође тврдили да су они једини прави римски цареви. „Римски” и „хеленски” нису посматрани као супротстављени појмови, већ као градивни блокови истог двоструког идентитета. Током владавине Палеолога, од поновног заузимања Константинопоља 1261. до пада царства 1453, Хелен је изгубио основу као самоопредјељење, а Ромеј је поново постао доминантна израз који се користио за самоописивање. Неки византијски писци отишли су толико далеко да су вратили употреби појмова „хеленски” и „грчки” као искључиве изразе за старе паганске Грке.

#### Послије пада Константинопоља
Ромеји су преживјели пад Византије као основно самоименовање хришћанских грчких становника новог турског Османског царства. Народно историјско сјећање на ове Римљане није било заокупљено славном прошлошћу старог Римског царства или хеленизмом у Византији, већ се фокусирало на легенде о паду и губитку њихове хришћанске домовине и Константинопоља. Један такав наратив био је мит да ће се посљедњи цар, Константин XI Палеолог, једног дана вратити из мртвих да поново освоји град, мит који је опстао у грчком фолклору све до времена Грчког рата за независност (1821—1829) и послије.
У раном новом вијеку, многи османски Турци, посебно они који су живјели у градовима и нису били дио војске или администрације, такође су се идентификовали као Римљани (Rūmī), као становници некадашње византијске територије. Муслимани су првобитно користили израз Руми за хришћане уопште, али је касније постао ограничен само на Византинце. Послије 1453, овај израз не само да је понекад био турска самоидентификација, већ су га користиле и друге исламске државе и народи за означавање османских Турака. Идентификација Османлија са Римљанима вршен је и изван муслиманског свијета. Португалски извори из 16. вијека односе се на Османлије против којих су се борили у Индијском океану као „руме”, а кинеска династија Минг је Османлије називала Луми (魯迷), што је транслитерација Руми, а Константинопољ као Луми ченг (魯迷城, „град Лумија”). У односу на османске Турке, Руми је почео да излази из употребе крајем 17. вијека, а умјесто тога ова ријеч се све више повезивала само са грчким становништвом царства, што је значење које и данас носи у Турској.
Што се тиче Грка, римски идентитет трајао је дуже, и дуго је постојала нада да ће Римљани бити ослобођени и да ће њихово царство бити обновљено. У вријеме Грчког рата за независност, доминантни грчки идентитет је још увијек био Ромеји (Rhōmaîoi или Romioi).

## Савремени идентитет
Становници града Рима, иако се национално и етнички идентификују као Италијани, настављају да се идентификују са демонимом „Римљанин” и данас. Рим је најнасељенији град Италије, а у самом граду живи око 2,8 милиона становника, а у метрополитској области и преко 4 милиона људи. Од пада римске политичке владавине, власти инспирисане древном Римском републиком оживљене су у граду четири пута. Најранија таква власт била је Римска комуна у 12. вијеку, основана као опозиција привременим овлашћењима папе, послије које је услиједила власт Коле ди Ренца, који је користио титуле „трибуна” и „сенатора”, у 14. вијеку, сестринска република револуционарне Француске у 18. вијеку, која је обновила звање римског конзула, и на крају краткотрајна Римска република 1849, чија је власт била заснована на тријумвиратима старог Рима.
Римски идентитет међу Грцима почео је да губи основу тек са Грчким ратом за независност, када је више фактора видјело да као замјена појавио назив „Хелен”. Међу овим факторима били су то што су други народи Европе већ користили називе као што су „Хелен”, „Хелада” и „Грчка” за земљу и њен народ, одсуство старе византијске власти која би ојачала римски идентитет, а израз Ромеј се почео повезивати са оним Грцима који су још увијек били под османском влашћу, а не са онима који се боре за независност. Дакле, у очима покрета за независност, Хелен је био храбар и бунтован борац за слободу, док је Римљанин био немоћни роб под Османлијама. Нови хеленски национални идентитет био је у великој мјери фокусиран на културно насљеђе старе Грчке, а не на средњовјековну Византију, иако је приврженост православном хришћанству и даље важан аспект грчког идентитета. Идентитет преоријентисан на стару Грчку тако је био од користи за Грчку на међународном плану. У западној Европи, Грчки рат за независност је доживио велику подршку захваљујући филхеленизму, осјећају „цивилизацијског дуга” према свету класичне антике, прије него било каквом стварном интересу за савремену земљу. Упркос томе што су савремени Грци више личили на средњовјековне Византинце него на старе Грке, интересовање јавности за побуну у остатку Европе зависио је скоро у потпуности од сентименталних и интелектуалних везаности за романтизовану верзију старе Грчке. Слични устанци других народа на Балкану против Османлија, као што је Први српски устанак (1804—1813), били су скоро у потпуности игнорисани у западној Европи.
Многи Грци, посебно они изван тада новоосноване грчке државе, наставили су да се називају Ромеји све до 20. вијека. Шта би грчки идентитет требало да буде остало је неријешено дуже вријеме. Још тридесетих година 20. вијека, више од једног вијека послије рата за независност, грчки умјетници и писци су још увијек расправљали о доприносу Грчке европској култури и да ли би она требало да произилази из романтичне фасцинације класичном антиком, националистичког сна о обновљеној Византије, снажном утицају из вијекова османске власти или би требало да буде нешто сасвим ново, или „неохеленско”, подсјећајући Европу да није постојала само стара Грчка, него и савремена. Савремени Грци још увијек се понекад називају Romioi, а за савремени грчки називају Romaic (римски). Римски идентитет се такође истиче у неким од грчких заједница изван Грчке. Нпр. Грци у Украјини, који су се тамо населили као дио Грчког плана руске царице Катарине Велике у 18. вијеку, одржавају римски идентитет, ословљавајући се као Rumaioi. Изразе Рум или Руми користе Турци и Арапи и они настављају да се користе као религијски израз за сљедбенике Грчке православне цркве, а не само за Грке.
Огромна већина романских народа који су произашли из мијешања Римљана и германских народа након пада римског политичког јединства на западу подијелила се у скупине које се више не идентификују као Римљани. Међутим, на Алпима сјеверно од Италије, римски идентитет је показао значајно упорност. Романши у Швајцарској воде поријекло од ових популација, које су потицале од романизованих Рета. Иако су већину Римљана у регији асимиловала германска племена која су се доселила у 5. или 6. вијеку, људи који су се опирали асимилацији постали су Романши. На свом матерњем језику (романш) зову се rumantsch или romontsch, а назив је изведен из латинске ријечи . Римски идентитет такође опстаје међу Романдима, француској говорној заједници у Швајцарској, и њиховој домовини, Романдији, која покрива западни дио земље.
У неким регијама, германске ријеч за Римљане (која се такође користи за западне сусједе уопште), walhaz, постала је етноним, иако је у многим случајевима посвједочена тек вијековима након завршетка римске владавине у наведеним регијама. Од израза walhaz је изведен савремени израз Велшанин, тј. народ из Велса, као и историјски егзоним „Влах”, који се користио кроз средњи и нови вијек за различите балканске романске народе. Као ендониме, римксу идентификацију одржавало је неколико балканских романских народа. Румуни за себе користе назив români, а Румунију România. На који начин и када су Румуни усвојили ове називе није сасвим јасно, али једна теорија је идеја о дакороманском континуитету, да савремени Румуни потичу од Дакоромана који су настали римском колонизацијом након Трајановог (владао 98—117) освајања Дакије. Цинцари, који су такође нејасног поријекла, за себе користе различите називе, укључујући arumani, armani, aromani и rumani, а који су етимолошки изведени из латинске ријечи . Истрорумуни се понекад идентификују као rumeri или слично, иако су ови називи изгубили на сначењу и Исторомани се често идентификују са својим родним селима. Мегленски Власи су се у прошлости идентификовали као rumâni, иако је овај назив прије много вијекова углавном замијењен у корист назива vlasi.